# Аль-Хатиб, Ахмад (шахматист)
Ахмад Аль-Хатиб (англ. Ahmad Al-Khatib; род. 28 апреля 1995) — иорданский шахматист, гроссмейстер (2023). Первый и единственный гроссмейстер Иордании.
В составе сборной Иордании — участник олимпиады 2016 (+4-4=1), олимпиады 2018 (+4-6=1) на 3-й доске и олимпиады 2022 (+7-4=0) на 2-й доске.
В 2023 году выиграл открытый чемпионат арабских стран и получил титул гроссмейстера. Принял участие в Дубай Опен 2023.